# Les Aventures de Yogi le nounours
Pour le personnage de fiction, voir Yogi l'ours. Pour les articles homonymes, voir Yogi (homonymie).
Pour plus de détails, voir Fiche technique et Distribution.
Les Aventures de Yogi le nounours ou C'est Yogi l'ours au Québec et en Belgique (Hey There, It's Yogi Bear) est un film d'animation américain de Joseph Barbera et William Hanna sorti en 1964 et mettant en scène le personnage de Yogi l'ours.

## Fiche technique
- Titre original : Hey There, It's Yogi Bear
- Titre français : Les Aventures de Yogi le nounours
- Titre québécois : C'est Yogi l'ours
- Réalisation : Joseph Barbera et William Hanna
- Scénario :  Joseph Barbera, William Hanna et Warren Foster
- Musique : Marty Paich
- Production :  Joseph Barbera et William Hanna
- Sociétés de production : Hanna-Barbera Productions
- Sociétés de distribution : Columbia Pictures
- Budget : xx millions [sigle de la monnaie locale]
- Pays de production :  États-Unis
- Langue originale : anglais
- Format : couleur (Technicolor) — 35 mm — 1,85:1 — son mono (RCA Sound Recording)
- Genre : Animation
- Durée : 89 minutes
- Dates de sortie :
  - États-Unis : 3 juin 1964
  - France : 10 décembre 1964
- Classification : Tous publics

## Distribution

### Voix originales
- Daws Butler : Yogi Bear
- James Darren et Bill Lee : Yogi Bear (chant)
- Don Messick : Boo-Boo Bear (Boubou en VF) / Ranger Smith / Ranger Jones /  Yogi's conscience (la conscience de Yogi) / Mugger / Blonde-haired policeman (le policier blond) / TV Reporter (le journaliste)
- Ernie Newton : Boo-Boo Bear (chant)
- Julie Bennett : Cindy Bear
- Jackie Ward : Cindy Bear (chant)
- Mel Blanc : Grifter Chizzling
- J. Pat O'Malley : Snively Chizzling
- Hal Smith : Corn Pone (Com Pom en VF) / Moose  (l'élan en VF)
- Jean Vander Pyl : Barn Dance Woman (la femme au bal fermier)

### Voix françaises
- Jacques Dynam : Yogi l'ours
- Roger Carel : Boubou l'ours / la conscience de Yogi / le journaliste
- Lucie Dolène : Cindy l'ourse
- Henri Virlogeux : Ranger Smith
- Albert Augier : Ranger Tom
- Alfred Pasquali : Grifter Chizzling
- Jacques Ferière : Snivley Chizzling
- Léonce Corne : Com Pom
- William Sabatier : le policier blond
- Lita Recio